# Genconstruct
Een genconstruct is een door de mens gemaakte combinatie van een gen of meerdere genen met een promotor. Opdat het organisme het eiwit voortdurend zou aanmaken is eventuele repressie op promotorniveau geïnhibeerd en wordt een sterke promotor ingebouwd. Omdat maar een klein aantal cellen het genconstruct in hun genoom opnemen was het belangrijk dat het genconstruct ook een merkergen bevat. Met behulp van dit merkergen kunnen de veranderde cellen opgespoord worden. In het verleden gaf dit merkergen vaak resistentie tegen een antibioticum, maar dit type merkergen is niet langer courant. Het meest gebruikte was het npt II merkergen dat resistentie geeft tegen neomycine en kanamycine. Tegenwoordig zijn er technieken die het toepassen van een merkergen niet meer nodig maken.
Een genconstruct kan gemaakt worden van soorteigen genen, maar ook van genen uit verschillende soorten. In het laatste geval wordt vaak gesproken van recombinant DNA. Een gen uit het ene organisme zal niet werken in het andere organisme tenzij er een promotor aan zit die het andere organisme herkent. Hiervoor worden vaak virale promotors gebruikt.
Het gen in een genconstruct kan uit een ander organisme gehaald worden, maar kan ook kunstmatig gemaakt worden. Zo bestaan kunstmatige plasmiden met een multi cloning site (MCS), waar er specifieke knipplaatsen voor restrictie-enzymen gemaakt zijn, zodat inbrengen van stukken vreemd DNA gemakkelijk kan.
Een probleem bij deze techniek is dat de werking vaak na een poosje ophoudt. Er wordt dan van 'silencing' (stil worden) gesproken. Ook wordt vaak niet voldoende van het bepaalde eiwit aangemaakt, zodat de concentratie in de plant te laag blijft.

## Dieren
Het genconstruct kan bij dieren in embryonale cellen geïnjecteerd worden middels een micro-injectie of door infectie met een gemodificeerd virus. In sommige cellen zal het genconstruct opgenomen worden in het genoom.

## Planten
Bij planten zijn er drie manieren om een genconstruct in te bouwen:
- Bij tweezaadlobbigen wordt gebruikgemaakt van de bacterie Agrobacterium tumefaciens en
- bij eenzaadlobbigen door met een pistool ("particle gun") kleine goudkorreltjes, waarop het genconstruct zit, op de cellen te schieten. Enkele cellen zullen dit genconstruct opnemen in hun genoom en deze cellen kunnen onder speciale omstandigheden uitgroeien tot een nieuwe plant.
- Door middel van elektrische ontladingen (elektroporatie).

## Toepassingen
Enkele toepassingen zijn:
- Insectenresistentie bij maïs en katoen
- Herbicideresistentie bij koolzaad en katoen
- Insuline productie